# Дьюла Маковец
Дьюла Маковец (угор. Makovetz Gyula або Makovecz, 29 грудня 1860, Арад, сучасна Румунія — 1903, Будапешт) — угорський шахіст. Найсильніший гравець Угорщини кінця 1880-х — початку 1890-х років. Редактор-видавець першого угорського шахового часопису «Budapesti Sakk-szemle» (1889—1895).
Переміг у трьох турнірах у Будапешті. Виграв матч у Рудольфа Харузека з рахунком 3:2 (+2 -1 =2).
Переможець турніру в Ґраці 1890 (перед Йоганном Бауером і Ґеорґом Марко), поділив із Порґесом 2-3-тє місця в Дрездені 1892 (після Зіґберта Тарраша, перед Марко, Вальбродтом і фон Барделебеном).